# Bariq
Bariq er en by i det sydvestlige Saudi-Arabien med 75.351 (2015) indbyggere.